# Antipapes imaginaires
Pour un article plus général, voir Antipape.
Les antipapes imaginaires, ou secrets, ou « du Viaur », désignent les antipapes qui auraient régné après Benoît XIV (Bernard Garnier) comme successeurs de Benoît XIII (Pedro de Luna).

## La fiction littéraire
Selon certains écrivains et romanciers, dont Jean Raspail, Jean Carrier aurait été le second antipape Benoît XIV et aurait été capturé par le comte de Foix en 1433. Décédé peu après en prison, il aurait été enseveli au pied d'un roc. En 1437, Pierre Trahinier (ou Tranier), cardinal de Bethléem, Bernard, cardinal d'Hébron, Pierre Tifane, cardinal de Tibériade, Jean, cardinal de Gibelet, X, cardinal de Iona, et Jacques, cardinal de Césarée, élisent Pierre Tifane, qui aurait pris le nom de Benoît XV. Après sa mort, en 1470, Jean Langlade lui aurait succédé en tant que Benoît XVI et serait décédé en 1499. Mais ces assertions ne se basent sur aucune source secondaire et il est curieux de voir l'Université de Miami les reprendre ainsi.

## La réalité historique
Les historiens de cette période, Noël Valois ou Mathieu Desachy, en dépit de leurs recherches, ne disent rien sur ces pontifes de l'« Église du Viaur ». En revanche, il y eut bien sur place, sous la férule de Jean Farald, cardinal de Bernard Garnier, antipape Benoît XIV, un groupe « schismatique » qui prêcha dans les gorges du Viaur son refus de reconnaître l'Église de Rome.
Ce groupe dissident était conduit par le forgeron Jean Tranier, dit « lo Fabre del Colet », puisque lui et sa famille étaient originaires du Coulet, près de Montou, refusant de reconnaître Martin V, fréquentaient les églises où officiaient Jean Farald, avec Jean Moysset et Guilhem Noalhac de Jouqueviel, prêtres partisans de Benoît XIII.
Son fils Pierre, cardinal de Bethléem, et sa fille étaient ses plus fervents disciples et les premiers à appeler leur père le prophète Élie. Eux et leurs disciples adhérèrent à l'obédience de Benoît XIV et Benoît XV, et, pourchassés, décidèrent de passer à la clandestinité. Ils fréquentèrent dès lors la « Gleio de Panissolo », une petite grotte du hameau de Flauzins sur la paroisse de Lescure-Jaoul, lieu de culte des partisans des Carrier. Jean Farald, leur compatriote, venait les confesser et leur donner la communion.
Le prosélytisme des Tranier (Trahinier) fut tel qu'ils furent arrêtés au moulin de la Soulayrié en 1467 et traînés devant l’official de Rodez. Le prophète mourut en prison et sa fille abjura. Ce noyau dur de l'hérésie était, selon l'historien Noël Valois, beaucoup plus dangereux pour l'Église que les derniers antipapes avignonnais.

## Romans
- V. Blasco-Ibañez, Le pape de la mer (traduit de l'espagnol par Marcel Thiébaut), Paris, Flammarion, 1927, 282 p.
- Baltasar Porcel, Galop vers les ténèbres, Arles, Actes Sud, 1993, 234 p.  (ISBN 2-868-69478-0),
- Jean Raspail, L'Anneau du pêcheur, Paris, Albin Michel, 1994. 403 p.  (ISBN 2-226-07590-9),
- Gérard Bavoux, Le Porteur de lumière, Paris, Pygmalion, 1996. 329 p.  (ISBN 2-85704-488-7),
- Renaud Marhic, Schisme'n'blues, Dinan, Terre de Brume, 2003, 216 p.  (ISBN 2-84362-212-3),